# Pierre-Jules Cavelier
Pierre-Jules Cavelier (Parigi, 30 agosto 1814 – Parigi, 28 gennaio 1894) è stato uno scultore francese.

## Biografia
Cavelier fu studente di David d'Angers e del pittore Paul Delaroche, nel 1842 vinse il Prix de Rome.
Nel 1864 fu professore presso l'École des beaux-arts, dove ebbe come studenti: Édouard Lantéri, Hippolyte Lefèbvre, Ernest Barrias, Eugène Guillaume, Fernand Hamar, Alfred Gilbert e George Grey Barnard.

## Opere

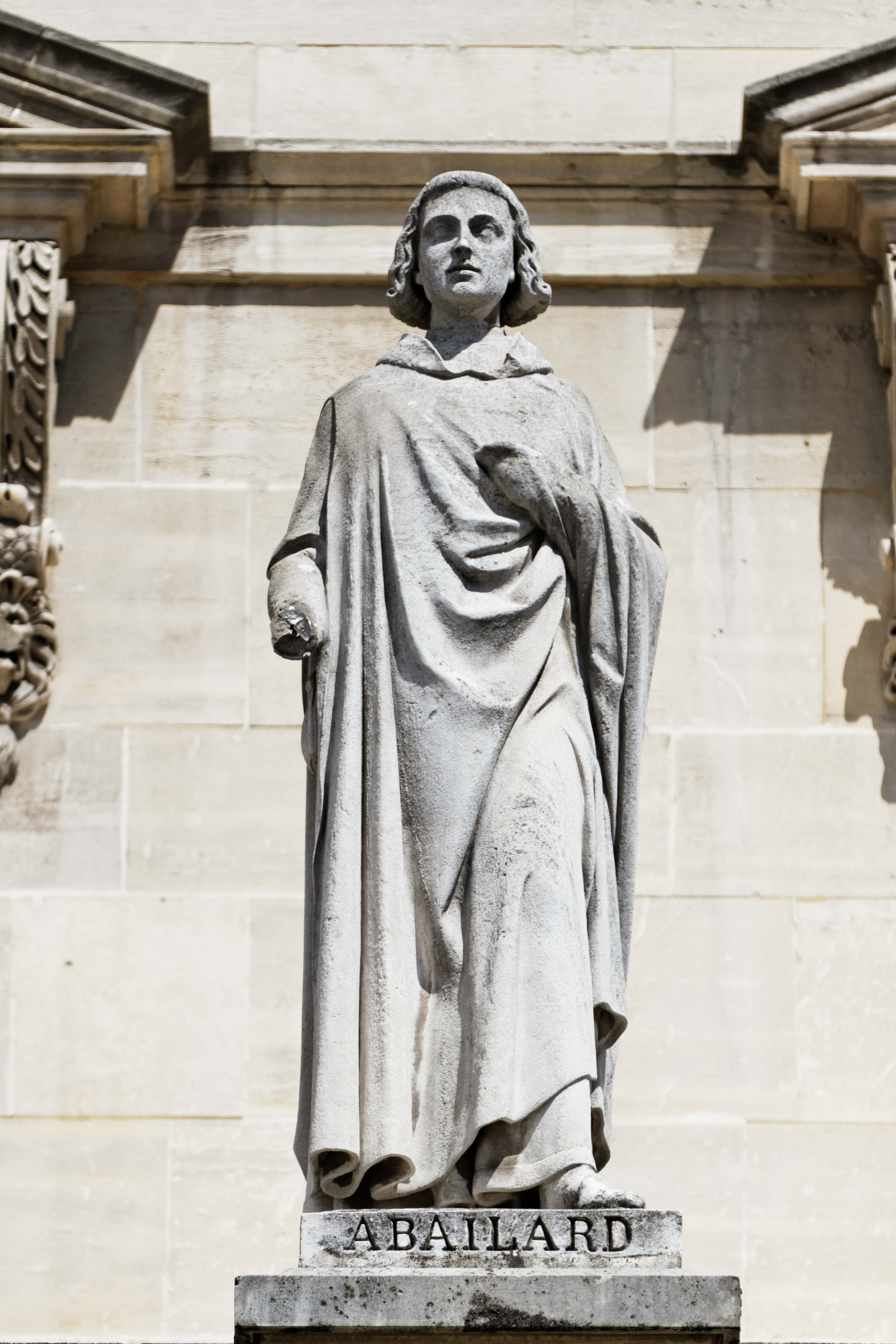
Pietro Abelardo, Palais du Louvre
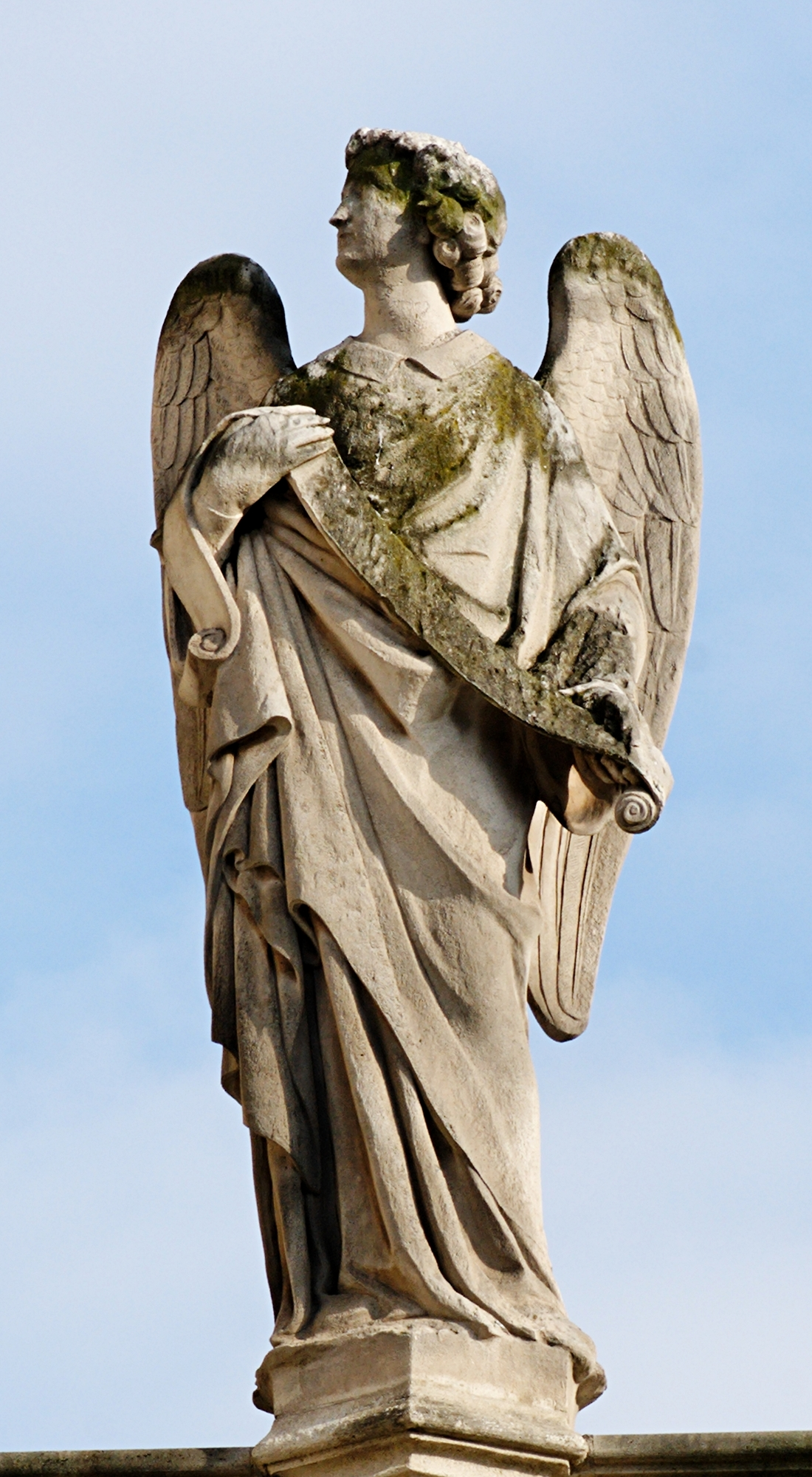
Angelo sul campanile, Chiesa di Saint-Germain-l'Auxerrois